# Reliktbock
Reliktbock (Nothorhina muricata) är en art i insektsordningen skalbaggar som tillhör familjen långhorningar. Den blir 7–13 millimeter lång och är lätt att känna igen på sin långsmala kropp och en halssköld som är tydligt längre än bred. Kroppen är 10–15 mm lång, rödbrun med roströda antenner och ben. Antennerna är längre än halva kroppen. 
Reliktbocken behöver gammal, solexponerad tall, något som fanns gott om i äldre tiders glesa, brandpräglade skogar. Nu är den typen av biotop ovanlig och arten har blivit rödlistad som nära hotad.

## Mer om utbredningen
Arten finns i så gott som hela landet, utbredd från Blekinge till Lule lappmark. Antalet lokaler i Sverige har uppskattas till cirka 500.
Arten förekommer vidare i Norge, Finland, Baltikum och Ryssland, vidare i Mellaneuropa, Portugal, Spanien och södra Frankrike.

## Hot
Det stora hotet mot arten består i att gles tallskog med senvuxna tallar idag oftast återfinns vid kusterna, längs Östersjökusten och södra Sverige med Blekinges skärgård samt Stockholms övärld. Idag lämnas äldre tallskogar som generell hänsyn - vilka gör att områdena är kvar. Ibland kan dock reservat behöva bildas för att på ett bredare sätt få in flera naturvårdsarter kopplade till tall, som tallticka och reliktbock.Hedgren (2023).

## Åtgärder
Gamla tallar, där man misstänker att arten fortlever, måste ibland friställas för att efterlikna den glesa skog som reliktbocken trivs i. För att trygga kontinuiteten av passande träd bör man spara enstaka tallar i helt öppet läge som kan stå kvar under flera sekler. Det bör göras vid sjöstränder eller ute på myrholmar, eftersom tallar som sparas på hyggen inte lämpar sig som yngelplatser för arten.